# 신창중학교 (충남)
신창중학교(新昌中學校)는 대한민국 충청남도 아산시 신창면 오목리에 있는 공립 중학교이다.

## 학교 연혁
- 1969년 10월 14일 : 신창중학교 설립 인가 (9학급)
- 1970년 3월 6일 : 개교 및 제1회 입학식
- 1973년 1월 13일 : 제1회 졸업식 (남 99명, 여 49명 계 148명)
- 2011년 9월 21일 : 제2회 대한민국 좋은학교 박람회 참가, 좋은학교 선정
- 2022년 3월 1일 : 충청남도 혁신학교 선정(~2026.2.28.)
- 2024년 9월 1일 : 신창중학교 학교 이전

- 2024년 9월 1일 : 제26대 백재흠 교장 부임
- 2025년 1월 23일 : 제53회 졸업식(140명, 총 졸업생 7,334명)
- 2025년 3월 4일 : 제56회 입학식(251명), 23학급(556명)

## 참고 자료
- 신창중학교 - 한국교육학술정보원 학교알리미